# Proechimys quadruplicatus
Proechimys quadruplicatus (щетинець Напо) — вид гризунів родини щетинцевих. Вид низовинний; проживає в басейні р. Амазонки в східному Еквадорі, північному Перу, південно-східній Колумбії, на захід до південної Венесуели й сусідніх районів Бразилії. Населяє незаймані ліси, іноді вторинні ліси та галерейні ліси (вічнозелені ліси, що формуються уздовж річок чи водно-болотних угідь утворюючи своєрідні коридори). Каріотип: 2n=26-28, FN=42-44.

## Етимологія
Вид описаний Гершковіцом, коли той знаходився на острівці Лунчі на річці Напо на кордоні провінції Напо й Пастаза. Латинська назва виду походить від слів лат. Quadra — «чотири»; лат. plicare — «складка»; лат. atus —суфікс, що означає «забезпечений». Отже, quadruplicatus — той, хто має чотири складки.

## Морфологія
Морфометрія. Довжина голови й тіла: 237—272, довжина хвоста: 152—207, довжина задньої стопи: 49—63 мм, довжина вуха: 20—26 мм.
Опис. Має велике, гнучке тіло. Голова довга і вузька, з яскраво вираженою мордочкою. Очі великі, темно-коричневі. Вуха голі або з небагатьма розсіяними короткими волосками, від темно-сірого до коричневого кольору, середнього розміру, більше довгі ніж широкі, піднятими виступають над маківкою. Вібриси довгі, деякі сягають вух і плечей. Спинне хутро жорстке і щетинисте, що більш очевидно до середини спини, червонувато-коричневий, як правило, з домішками темного волосся. Середня лінія спини, як правило, чорна. Боки, як правило, блідіші, від сіро-коричневого до жовтувато-коричневого кольору. Черевна область біла, що добре контрастує з боками. Хвіст на вигляд голий, але дуже тонко покриті короткими, тонкими волосками, які дозволяють вам бачити луски. Хвіст двоколірний, від темно-коричневого до сірого зверху і знизу жовтувато-білий, це менш очевидно до кінчика, який в деяких особин може бути одноколірним. Хвіст короткий, 64-76% від довжини голови й тіла. Ноги довгі і міцні, їх верхня поверхня від світло-коричневого до темно-коричневого кольору, з короткими пальцями і довгими, товстими кігтями. Передні ступні, як правило, короткі, а задні ступні довгі та вузькі, з чорнуватими підошвами.

## Поведінка
Веде нічний, наземний і поодинокий спосіб життя. Їсть насіння і плоди. Коли їжа в достатку, може зберігати в своєму помешканні запаси з пальмових горіхів та твердих фруктів. У меншій мірі харчується грибами, ніжним листям і, можливо, комахами. День проводить у притулку в порожнинах стовбура, в отворах в землі або серед густої рослинності. Мабуть, не має вираженого піку розмноження, тому самки можуть народити в будь-який час року.

## Загрози та охорона
На сьогодні серйозних загроз для цього виду немає. Мешкає в кількох природоохоронних зонах.